# Odiongan
Odiongan è una municipalità di terza classe delle Filippine, situata nella Provincia di Romblon, nella regione di Mimaropa.
Odiongan è formata da 25 baranggay:
- Amatong
- Anahao
- Bangon
- Batiano
- Budiong
- Canduyong
- Dapawan
- Gabawan
- Libertad
- Malilico
- Mayha
- Panique
- Pato-o

- Ligaya (Pob.)
- Liwanag (Pob.)
- Liwayway (Pob.)
- Poctoy
- Progreso Este
- Progreso Weste
- Rizal
- Tabing Dagat (Pob.)
- Tabobo-an
- Tuburan
- Tulay
- Tumingad